# Xã Martin, Quận Walsh, Bắc Dakota
Xã Martin (tiếng Anh: Martin Township) là một xã thuộc quận Walsh, tiểu bang Bắc Dakota, Hoa Kỳ. Năm 2010, dân số của xã này là 114 người.